# Paraplesiops poweri
Paraplesiops poweri är en fiskart som beskrevs av Ogilby, 1908. Paraplesiops poweri ingår i släktet Paraplesiops och familjen Plesiopidae. Inga underarter finns listade i Catalogue of Life.